# 羅良鑑
羅 良鑑（ら りょうかん）は中華民国の政治家。別号は俈子。

## 事跡
1928年（民国17年）、国民政府が安徽省政府を樹立すると、羅良鑑は同省政府委員に任ぜられる。翌年5月までつとめた。1930年（民国19年）3月、江蘇省政府委員に改めて任ぜられ、1937年（民国26年）11月まで在任している。1944年（民国33年）12月、呉忠信の後任として蒙蔵委員会委員長に任ぜられた。1947年（民国36年）4月までその地位にあった。